# Tomactilicán
Tomactilicán är en ort i Mexiko.   Den ligger i kommunen José Joaquín de Herrera och delstaten Guerrero, i den sydöstra delen av landet, 220 km söder om huvudstaden Mexico City. Tomactilicán ligger 1 716 meter över havet och antalet invånare är 990.
Terrängen runt Tomactilicán är kuperad åt nordost, men åt sydväst är den bergig. Runt Tomactilicán är det ganska glesbefolkat, med 39 invånare per kvadratkilometer. Närmaste större samhälle är Acatepec, 17,6 km sydost om Tomactilicán. I omgivningarna runt Tomactilicán växer huvudsakligen savannskog.